# Sanna Nielsen

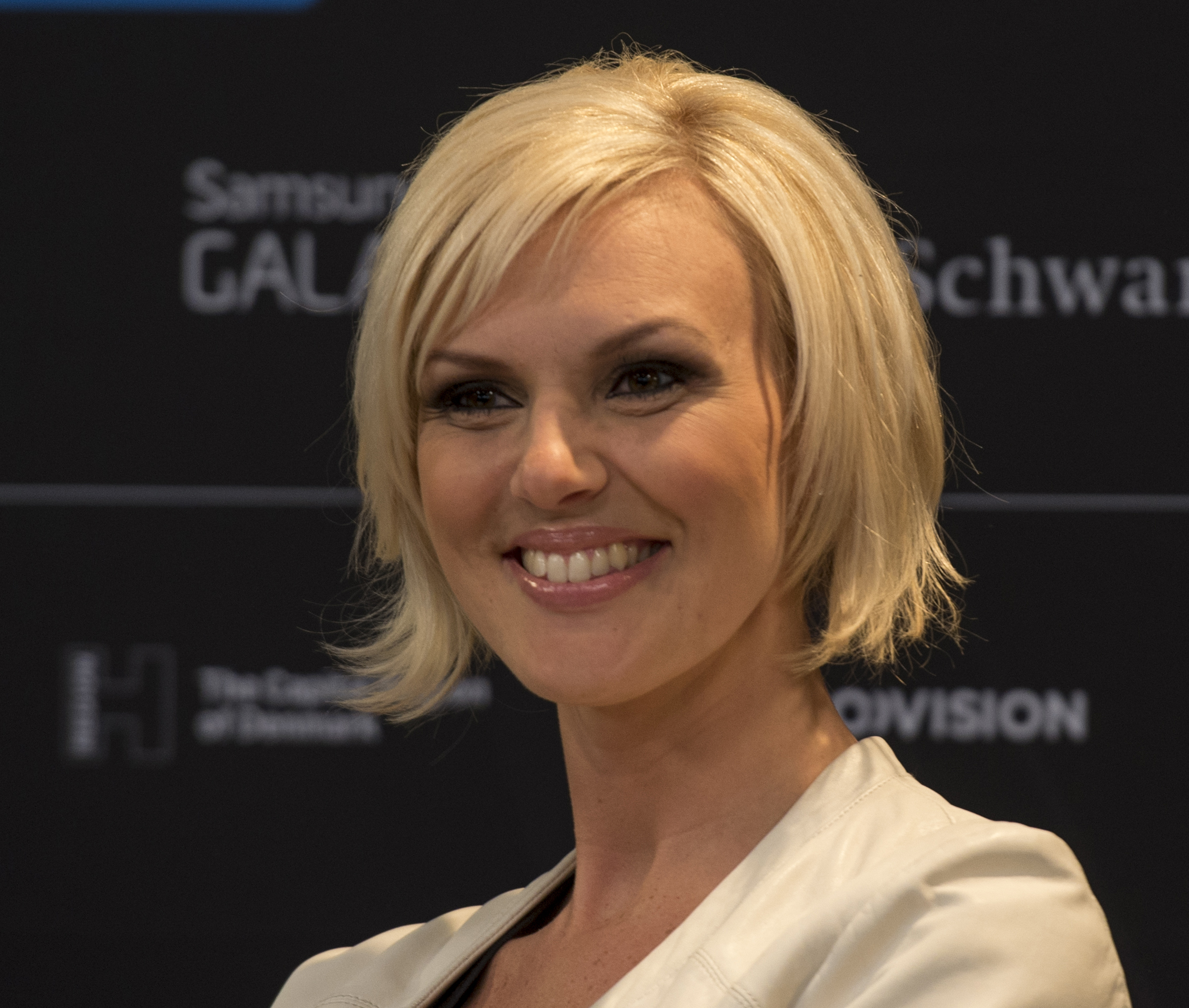
Sanna Nielsen

Sanna Viktoria Nielsen (născută la 27 noiembrie 1984) este o cântăreață pop suedeză. După a șaptea încercare, ea a câștigat Melodifestivalen 2014 cu piesa "Undo" și așa a reprezentat Suedia la Concursul Muzical Eurovision din anul 2014, ce a avut loc în Copenhaga, Danemarca, terminând pe locul 3.